# Ruine Arnegg
Die Ruine Arnegg, auch Arneneck genannt, ist die Ruine einer Spornburg, die sich oberhalb von Arnegg, einem Ortsteil der Stadt Blaustein im Alb-Donau-Kreis in Baden-Württemberg auf einer bewaldeten 559,1 m ü. NN Spornkuppe befindet.

## Geschichte
Die vermutlich vom Ortsadel, den Herren von Arnegg, im 13. Jahrhundert erbaute Höhenburg wird erstmals 1265 indirekt mit dem Wiblinger Mönch H. von Arnegg erwähnt. 1378 wird die Burg im Städtekrieg von Ulm zerstört, im 15. Jahrhundert als Sitz der Herrschaft Arnegg wieder aufgebaut und ab 1808 größtenteils abgebrochen. Als weitere Besitzer werden die Grafen von Dillingen und Württemberg genannt.
Von der ehemaligen Burganlage sind noch Reste einer großen Ringmauer vorhanden, und ein sichtbarer Felsenrest wird als Standort der Kernburg vermutet. Neu erstandene Gebäude auf dem 120 mal 70 Meter großen Burgareal sind im Privatbesitz und werden bewohnt.